# Limnephilus marmoratus
Limnephilus marmoratus är en nattsländeart som beskrevs av Curtis 1834. Limnephilus marmoratus ingår i släktet Limnephilus och familjen husmasknattsländor. Arten är reproducerande i Sverige. Utöver nominatformen finns också underarten L. m. nobilis.

## Bildgalleri

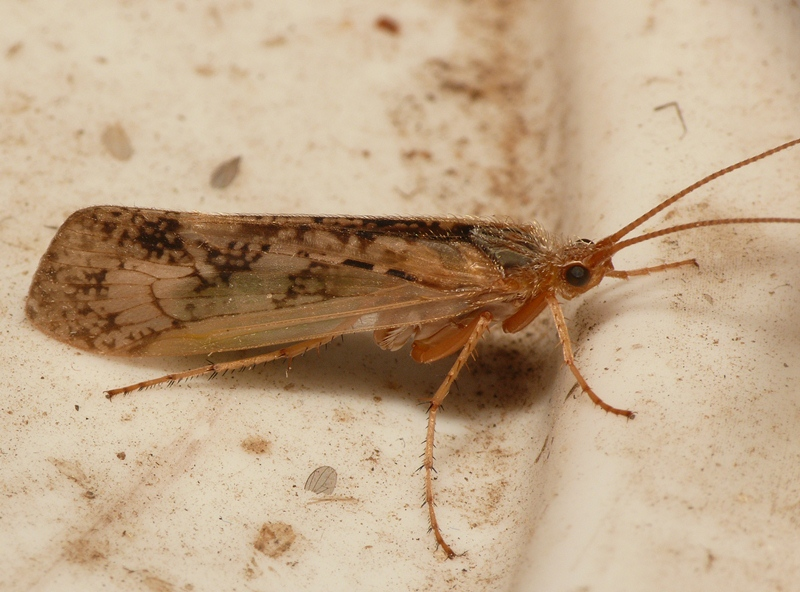